# Opération Tchétchévitsa
« Opération Lentil » redirige ici. Pour l'opération aéronavale, voir Opération Lentil (Sumatra).
L'opération Tchétchévitsa (en russe : Чечевица, littéralement Lentilles) est le nom de code évocateur pour la déportation par les Soviétiques des Tchétchènes et des Ingouches, accusés faussement de collaboration avec l'Allemagne, vers l'Asie centrale du 23 au 28 février 1944, pendant la Seconde Guerre mondiale.
Ce nettoyage ethnique est sans précédent dans l'URSS par sa brutalité, et par l'ampleur des moyens déployés et des contingents à déporter en un temps record : au moins 120 000 soldats et officiers furent mobilisés, 150 millions de roubles affectés, 194 trains de 65 wagons de marchandises chacun réquisitionnés pour rafler et déporter en une semaine environ un demi-million de personnes. Ainsi, il s'agit également de la plus grande opération de déportation de l'histoire mondiale.
Condamnées par le successeur de Staline, Nikita Khrouchtchev, dans son rapport secret de 1956, les déportations staliniennes furent officiellement reconnues par Moscou comme criminelles et génocidaires vers la fin de l'URSS. En 2004, le Parlement européen qualifia, à son tour, de génocide la Tchétchévitsa.

## Déroulement
Le 23 février 1944, aux premières heures du jour, 120 000 militaires soviétiques (150 000 ou 200 000, selon d'autres sources) encerclèrent toutes les localités de la RSSA de Tchétchénie-Ingouchie. Sous le prétexte fallacieux d'une collaboration avec les troupes allemandes qui, en réalité, ne pénétrèrent même pas sur le territoire de la Tchétchénie,, et malgré ou grâce au fait qu'une grande partie des adultes mobilisables de la république fut envoyée au front, près d'un demi-million de Tchétchènes et d'Ingouches furent entassés dans des camions de marque Studebaker fournis par les États-Unis au titre du lend-lease, et emmenés vers les gares les plus proches, où ils furent répartis dans les milliers de wagons à bestiaux et transportés, sans eau ni nourriture, vers le Kazakhstan et la Kirghizie. Des centaines, peut-être des milliers de déportés qui ne pouvaient être acheminés dans les délais impartis aux points d'embarquement dans les convois ferroviaires, furent sommairement liquidés, : noyés, brûlés vifs — comme dans le village de Khaïbakh, le 27 février 1944 — ou exterminés à la grenade. Entre un quart et la moitié,,, des déportés périrent durant les trois à quatre semaines du transfert ou pendant les premières années de leur survie en déportation, à cause de privations, de froid ou de maladies.
Conformément aux instructions de Staline, les « valeureux participants » qui « [s'étaient] le plus distingués », dans l'opération Tchétchévitsa, soit plus de 700 personnes, furent décorés d'ordres et de médailles.
La république autonome de Tchétchénie-Ingouchie fut dissoute, son territoire partagé entre d'autres républiques, les biens des exilés appropriés par des colons russes, la toponymie changée, les monuments nationaux rasés, les tombes dans les cimetières détruites, les archives historiques, scientifiques et littéraires brûlées, toute mention de l'existence même d'une nationalité tchétchène supprimée des documents et de la mémoire collective,,,.
Par ailleurs, pour saluer l'extinction des Tchétchènes, une statue du général Ermolov, figure emblématique de la conquête russe du Caucase, fut érigée à Grozny en 1949 et une citation d'Ermolov gravée sur son socle : « Il n'y a pas sous le soleil de peuple plus vil et plus fourbe que celui-là ».

## Statistiques officielles soviétiques
À en juger par les chiffres officiels tirés des archives, la population tchétchène et ingouche, constituée de 48 % d'enfants de moins de 16 ans, diminua au moins de 26 % en cinq ans, entre février 1944 et janvier 1949 :
| Février 1944 | 496 460, ou 520 055 |
| Octobre 1945 | 405 900             |
| Janvier 1949 | 364 220             |
| Janvier 1953 | 400 235             |
| Juillet 1956 | 401 000             |
| Janvier 1959 | 524 800             |

## Réhabilitation
Le 25 février 1956, au XXe congrès du Parti communiste de l'Union soviétique, le successeur de Staline à la tête du pays, Nikita Khrouchtchev, dénonce à huis clos les déportations orchestrées par son prédécesseur comme des « violation[s] brutale[s] des principes léninistes fondamentaux de la politique nationale ». Il ajoute que ces actes « révoltant[s] », qui « n'étai[ent] nullement du[s] à des considérations militaires », frappèrent des « peuples entiers, y compris les communistes et les komsomols sans la moindre exception »,.
En 1957, dans le sillage de la déstalinisation inaugurée par ce rapport de Khrouchtchev, la république de Tchétchénie-Ingouchie est rétablie, et les « déplacés spéciaux » « réhabilités » et autorisés à rentrer dans leur patrie. De nombreuses tensions, incidents, émeutes anti-tchétchènes émaillent cependant le retour des rescapés.
Le 14 novembre 1989, le Soviet suprême de l'Union soviétique déclare « illégales », « criminelles » et « barbares » les déportations de minorités ethniques effectuées sous Staline. Le 26 avril 1991, la république socialiste fédérative soviétique de Russie adopte la loi « Sur la réhabilitation des peuples opprimés » en condamnant « une politique de calomnie et de génocide » dont les peuples déportés furent victimes.
Selon l'amendement adopté le 26 février 2004 par la plénière du Parlement européen, « la déportation de l'ensemble du peuple tchétchène ordonnée par Staline le 23 février 1944 a, en vertu de la 4e convention de La Haye de 1907 et selon la Convention sur la prévention et la répression du crime de génocide adoptée par l'Assemblée générale de l'ONU de 1948, constitué un acte de génocide »,.

## Perpétuation du souvenir

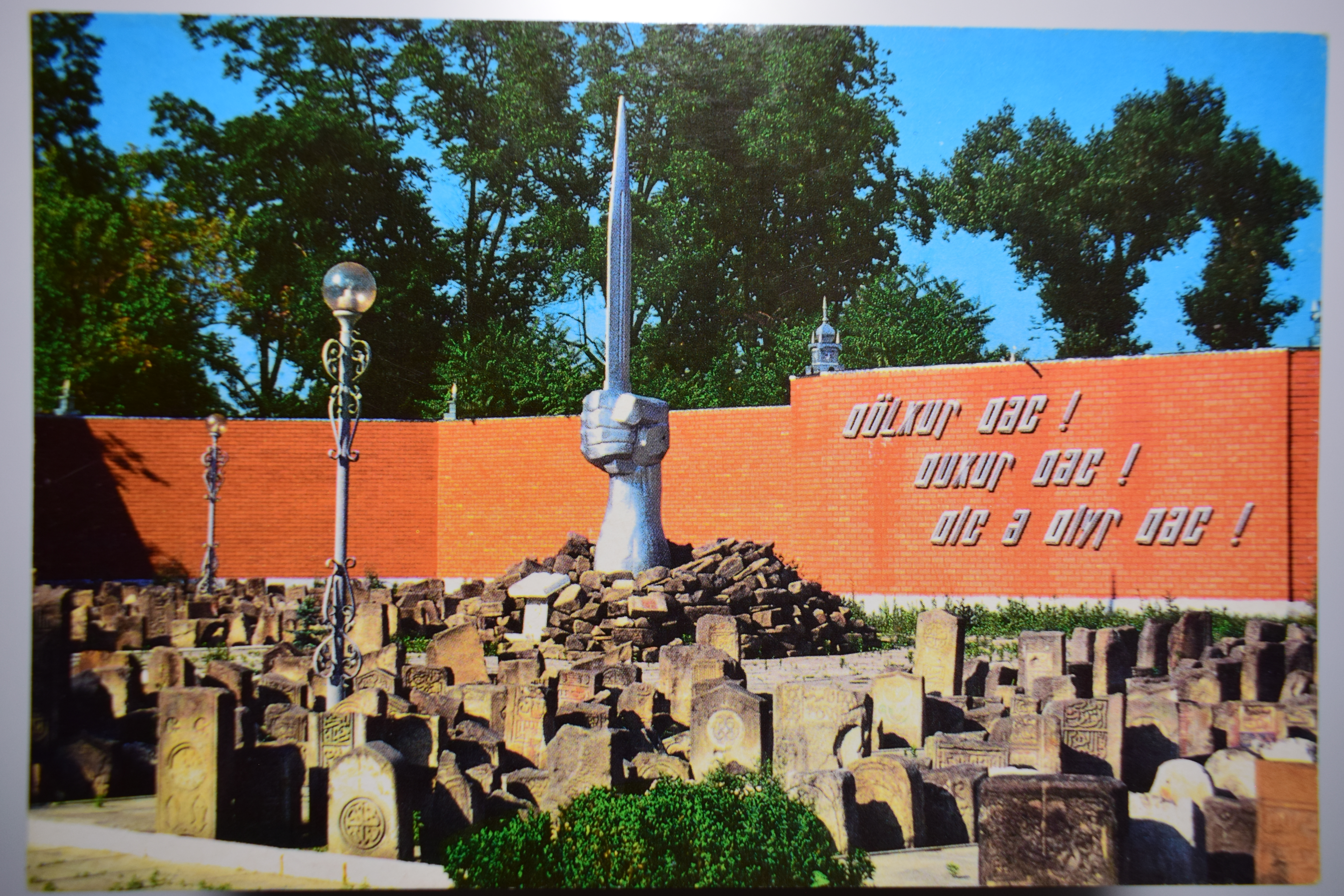
Carte postale à l'effigie du Mémorial des victimes de la déportation de 1944.

Dans les années 1990, fut construit à Grozny un mémorial qui rend hommage aux victimes de la Tchétchévitsa. Sur son mur frontal, il était écrit : « Nous ne pleurerons pas, nous ne plierons pas, nous n'oublierons pas ». Hérité de l'époque de l'indépendance de facto de la Tchétchénie et, de fait, perçu comme gênant par les nouvelles autorités, ce mémorial fut dissimulé et rendu inaccessible en 2008, avant d'être démantelé et « déplacé » à un autre endroit du centre-ville en 2014.

## Dans la littérature
À l'ère de la glasnost en 1987, dans la revue Znamia, paraît la nouvelle Un nuage d'or sur le Caucase (Ночевала тучка золотая) d'Anatoli Pristavkine, écrite en 1981, qui raconte l'histoire de la déportation des Tchétchènes et des Ingouches en 1944 vue par deux jeunes garçons russes. La nouvelle paraît en français en 1989, chez Robert Laffont, traduite par Antoinette Roubichou-Stretz.